# 洛萊
洛萊（Loulé）是葡萄牙的一座城市。面積764.2 平方公里。全市人口有70,622人，其中市區人口有24,791人。全市包括11個堂區，市政廳位於其中的法魯區。市假日是耶穌升天日。

## 外部連結
- 官方網站 （页面存档备份，存于）
- 洛萊照片 （页面存档备份，存于）